# مالایا اینیا
مالایا اینیا (به لاتین: Malaya Inya) یک منطقهٔ مسکونی در روسیه است که در جمهوری آلتای واقع شده‌است.